# Manuel Inácio da Silveira Borges
Manuel Inácio da Silveira Borges (Urzelina, 18 de abril de 1835 — Porto, 27 de maio de 1887), bacharel em Teologia pela Universidade de Coimbra (1870) e presbítero, foi professor de ensino livre em Coimbra, capelão-mor da Real Capela da Universidade de Coimbra, cónego da Sé do Porto e vice-reitor do seminário daquela cidade. Recebeu o título de monsenhor.

## Biografia
Bacharel em Teologia pela Universidade de Coimbra, formado em 1870. Foi professor de ensino livre em Coimbra, capelão-mor da Real Capela da Universidade de Coimbra, cónego da Sé do Porto e vice-reitor do Seminário Diocesano daquela cidade.
Foi, ainda, agraciado com o título honorífico de monsenhor.